# 2218 Wotho
2218 Wotho este un asteroid din centura principală, descoperit pe 10 ianuarie 1975 de Paul Wild.